# L'Homme des vœux

L'Homme des vœux était une émission radiophonique diffusée pendant les années 1950-1960 sur Radio Luxembourg, Radio Andorre et Radio Monte-Carlo, et sponsorisée par la marque d'apéritif Bartissol (un vin doux naturel d'appellation Rivesaltes).
Le principe était le suivant : un comédien (Jacques Legras) incarnant le personnage de l'Homme des vœux et muni d'un micro caché,  parcourait les villes et villages de France, accostant au hasard les passants pour leur demander des renseignements en leur racontant une histoire loufoque ; lors de l'émission, il était indiqué aux auditeurs dans quelle ville se trouvait l'Homme des vœux. 
Pour gagner, la personne accostée devait reconnaître la supercherie en disant « Vous êtes l'Homme des vœux ! » et lui présenter des capsules de Bartissol : elle recevait alors autant de fois 10.000 anciens francs (ou 100 nouveaux francs) qu'elle pouvait présenter de capsules de Bartissol. 
La déception était grande quand, ayant reconnu l'Homme des vœux, on n'avait pas dans sa poche les précieuses capsules que beaucoup de gens collectionnaient et s'efforçaient d'avoir toujours avec soi, ou quand, ayant sur soi les capsules, on ne détectait pas le canular, et que l'Homme des vœux finissait par se présenter lui-même.
Et, sur l'antenne, le présentateur de terminer par ces mots : 
« Cette personne a eu le plaisir de déguster son Bartissol et elle a gagné grâce aux capsules qu'elle avait sur elle. Alors chers amis, ayez toujours sur vous un maximum de capsules car autant de capsules, autant de fois 100 nouveaux francs ! »
En province, pour monter ses opérations, Radio Luxembourg fait appel à des personnalités des relations publiques comme Robert Charles Sainson à Orléans.